# Denzel Curry
Denzel Rae Don Curry (Carol City, Miami Gardens, Miami-Dade; 16 de febrero de 1995) es un rapero, compositor y productor estadounidense. Curry comenzó a rapear en sexto grado y empezó a trabajar en su primer mixtape en 2011, mientras asistía a la escuela secundaria. Influenciado por el rapero underground SpaceGhostPurrp y el sonido phonk, uno de sus mixtapes iniciales fue compartido por Purrp en sus redes sociales, por lo que Curry recibió mucha atención local y provocó que ingresara a su colectivo de hip hop Raider Klan.
Luego de dejar Raider Klan en 2013, Curry publicó su primer álbum de estudio Nostalgic 64, en septiembre de aquel año. Desde entonces, ha publicado cuatro álbumes de estudio: Imperial (2016), Ta13oo (2018), Zuu (2019) y Melt My Eyez See Your Future (2022). Todos sus proyectos han recibido una reputación significante por parte de la crítica, en particular por su experimentación musical y desarrollo como rapero.
Debido a la publicación inicial de canciones suyas por plataformas independientes, ha sido considerado como «pionero» en la escena musical del SoundCloud rap en Florida del Sur. Además de Raider Klan, también estuvo asociado a los miembros de Metro Zu y formó el colectivo “Cloud 9” junto a raperos y productores como SDot Braddy, FNZ (Finatik & Zac), POSHstronaut, Twelve'Len, Ronny J, entre otros.

## Primeros años
Denzel Rae Don Curry nació el 16 de febrero de 1995, en Carol City, Florida. Tiene ascendencia bahameña como también nativo estadounidense. Curry comenzó su camino de artista al demostrar interés por la poesía en sus primeros años escolares, mucho antes de empezar a rapear en sexto grado. Invertía su tiempo en un grupo local conocido como Boys & Girls Clubs of America donde desafiaba a otros chicos a batallas de rap.
Asistió al Design and Architecture Senior High School (DASH) en Miami, de donde fue expulsado dos años más tarde. En ese período, hubo cambios personales en su vida, donde sus padres se separaron, uno de sus hermanos se fue a la universidad y otro tenía pasos intermitentes por la cárcel, Curry se dedicó a su carrera musical de manera más constante. Debido a su expulsión, asistió a la Escuela Secundaria Miami Carol City, donde empezó a trabajar en Nostalgic 64 mientras todavía asistía a clase. En una entrevista de 2018 con The Breakfast Club, Curry reveló que sufrió de un abuso por parte de un hombre mayor durante su niñez.

## Vida personal
Siendo criado por una madre miembro de Testigos de Jehová y un padre bautista, algunas de sus letras tratan sobre la religión. Ha mencionado su afinidad por la astrología, siendo reflejado en uno de sus alias iniciales, Aquarius'Killa. Sobre crecer en un «hogar artístico», ha mencionado que su padre Ricky lo incentivaba a desarrollar su lado más creativo, apasionándose por el dibujo, el anime y las películas del director Akira Kurosawa. Durante unos años, estuvo usando ocasionalmente hongos, ácido y sativa para su proceso creativo. Desde 2017, ha adoptado el estilo de vida straight edge, comentando “estar sobrio es casi como si fueras un alienígena [para toda la sociedad]”. En enero de 2021, Curry descubrió que es primo del rapero Smino de St. Louis, debido a un tío que tienen en común.
Su hermano mayor, Treon “Tree” Johnson, falleció en febrero de 2014 a sus 27 años por complicaciones médicas luego de un confuso incidente policiaco. Angela, su madre, especulaba que podría ser un caso de brutalidad policial; mientras que su padre esperaba una resolución definitiva a su fallecimiento. De manera retrospectiva, Curry expresaba en una entrevista con Spin que su hermano sufría de crisis nerviosas antes de su muerte. A finales de 2024, el diario Sun Sentinel presentaba un artículo donde casos similares de personas muertas por el uso de taser o en situaciones policiacas similares eran catalogados como víctimas de «delirio excitado», una pseudociencia que ha recibido críticas por ser un término exculpatorio en muertes relacionadas con afroamericanos.
También ha sido cercano a Ski Mask the Slump God y XXXTentacion, a quienes conoció en una fiesta realizada en su “casa ULT”. Sobre el fallecimiento de este último en 2018, Curry ha expresado haber estado dolido por las circunstancias, luego de haber intentado alejarlo de problemas y personas maliciosas.

### Política y activismo
Las circunstancias de la muerte de su hermano han estado presente en entrevistas y álbumes, abordando tópicos como el racismo en Estados Unidos en canciones posteriores como «John Wayne» y «The Last». A pesar de no considerarse una persona política, ha sido crítico de su rol y su inacción durante las Elecciones presidenciales de Estados Unidos de 2016, donde Donald Trump fue elegido presidente.
Como parte de su lucha social, también se ha rehusado a realizar conciertos en Israel luego de los conflictos con Palestina en 2021, uniéndose al colectivo “Musicians For Palestine”. En noviembre de 2023, Curry fue uno de los artistas que firmó una carta abierta para terminar con la guerra y el bloqueo desarrollado en la Franja de Gaza.

## Discografía
Álbumes de estudio
- 2013: Nostalgic 64
- 2016: Imperial
- 2018: Ta13oo
- 2019: Zuu
- 2022: Melt My Eyez See Your Future
- 2024: King of the Mischievous South
- TBA: Designed by Angels[28]

EP
- 2015: 32 Zel/Planet Shrooms
- 2017: 13
- 2020: Unlocked (con Kenny Beats)

Mixtapes
- 2011: Curry Wuz Here (como PH. CuRRy)[1]
- 2011: King Remembered (Underground Tape 1991-1995)
- 2012: King of the Mischievous South, Vol. 1 (Underground Tape 1996)
- 2012: Strictly 4 My R.V.I.D.X.R.Z.
- 2012: Mental Vendetta (con Lofty305)
- 2020: 13lood 1n + 13lood Out Mixx
- 2024: King of the Mischievous South Vol. 2